# Departamento de Chacabuco (kommun i Argentina)
Departamento de Chacabuco är en kommun i Argentina.   Den ligger i provinsen San Luis, i den centrala delen av landet, 700 km väster om huvudstaden Buenos Aires. Antalet invånare är 20 744. Arean är 2,7 kvadratkilometer.
Terrängen i Departamento de Chacabuco är mycket platt.
Trakten runt Departamento de Chacabuco består till största delen av jordbruksmark. Runt Departamento de Chacabuco är det mycket glesbefolkat, med 7 invånare per kvadratkilometer.